# 田口卯吉

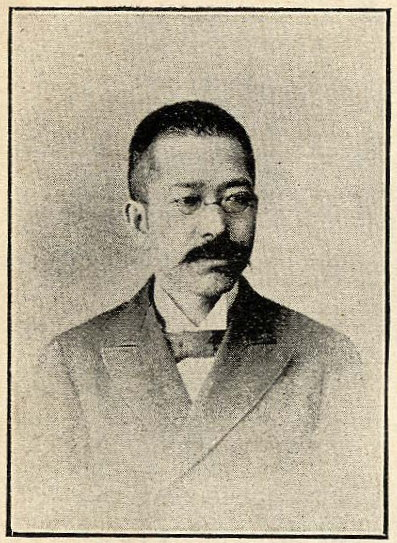
田口鼎軒 ／『明治人物評論』より

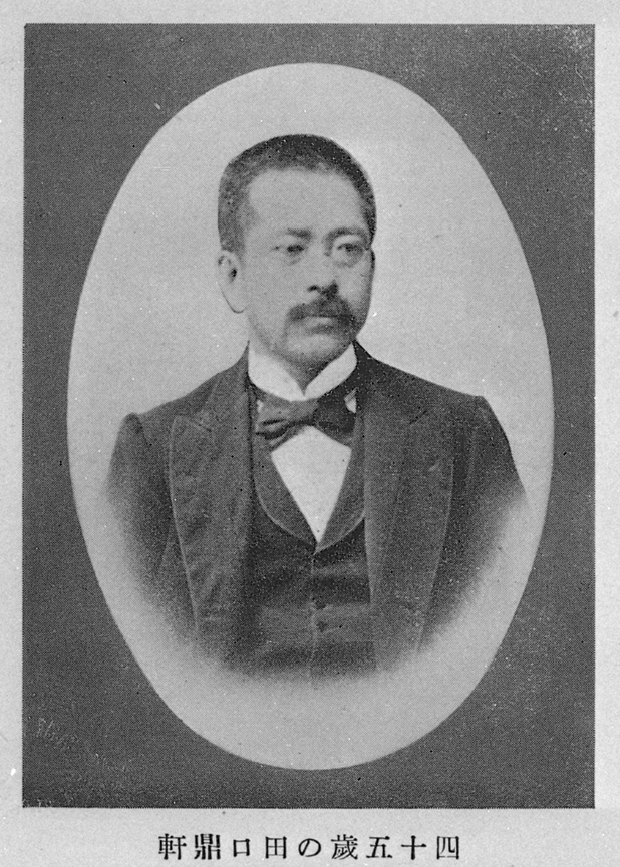
田口鼎軒

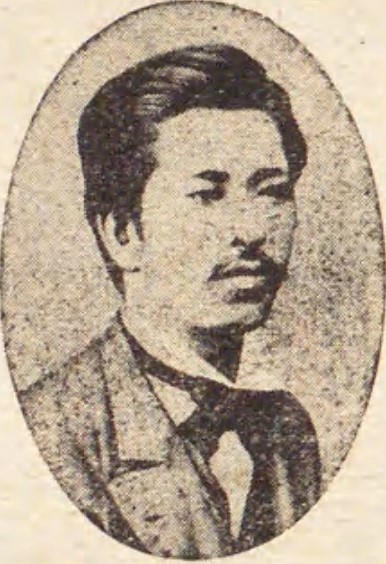
壮年期

田口 卯吉（たぐち うきち、安政2年4月29日〈1855年6月12日〉 - 明治38年〈1905年〉4月13日）は、日本の経済学者、歴史家、実業家、政治家、ジャーナリスト。東京府会議員、衆議院議員。法学博士。名は鉉（みつ）。卯吉は通称。字は子玉。名は鼎吉とも書く。号は鼎軒。反保護主義派。筆名に黄東山樵、畠山機知、田口十内など。

## 生涯

### 生い立ちと青年時代
安政2年（1855年）、江戸目白台の徒士屋敷（現在は東京都文京区目白台の日本女子大学敷地内）に生まれる。幕臣の家庭。父は西山家から養子に入った樫郎、母は町子。田口家は初代右衛門が将軍・徳川吉宗の従士として使えて以来の家系で、のちに零落し、天保12年（1841年）に佐藤一斎が株を買い、一斎の長男である慎左衛門が継ぐ。慎左衛門の娘町子は井上家に嫁いだ後に後家となり、樫郎を婿に迎えた。
安政6年（1859年）に父の樫郎、翌年には長兄の貫一郎が相次いで死去し、幼くして家督を相続。慶応2年（1866年）に元服して従士見習いとなるが、12月に幕府の軍制改革で従士組が廃止され、新設の銃隊に配属される。また、昌平坂学問所でも学んでいる。同年には異父姉の鐙子が但馬出石藩の儒者・木村熊二に嫁ぎ、田口家も下谷の木村家と同居する。近所の徒目付・乙骨太郎乙とも親交があった。明治維新による幕府瓦解において義兄の熊二は彰義隊を支援するなど抵抗し、田口家は横浜へ逃れ商売を行う。卯吉は乙骨の勧めで旧幕臣の経営する骨董屋で働き、アメリカ長老派の宣教師に英語を学ぶ。
明治元年（1868年）に徳川家の静岡移封に伴い沼津へ移住し、沼津兵学校で英語教師をしていた乙骨のもとへ寄宿する。兵学校で学び、中根淑の漢学塾でも学ぶ。兵学校時代に島田三郎と知り合い、中根塾では伊庭想太郎らと交友している。
明治2年（1869年）に静岡藩の生育方に付くが同年9月に廃止され、義兄の熊二や父の実家西山家の周旋で沼津勤番組に配属される。明治3年（1870年）9月に第六期資業生試験に合格し、12月には静岡病院での医学修行を拝命する。また、義兄の熊二はこのころ海外渡航し、卯吉は家長の立場となる。

### 上京と大蔵省時代
明治4年（1871年）廃藩置県で静岡藩が解消され主な人材が東京へ移ると、卯吉も乙骨とともに上京する。島田とともに薬屋を志し、開校予定の科学専門学校に応募するが開校は中止となり、大学予備門に入学するがほどなく退学している。
尺振八の私立共立学舎に入学し、翌明治5年（1872年）に大蔵大輔井上馨と渋沢栄一が人材育成機関として構想した大蔵省翻訳局が発足し、乙骨や尺が登用されると島田とともに応募し上等生徒となる。翻訳局では経済学や西洋文明史が教授され、このころにギゾーなどの影響を受け医科から転向したといわれ、またキリスト教にも接している。だが、明治6年（1873年）に井上や渋沢が辞し、続いて大蔵卿に大隈重信が就くと組織改編で翻訳局は縮小され、翌年には廃止となり卯吉は大蔵省紙幣寮に異動となる。
明治9年（1876年）には旧幕臣の娘・千代と結婚。

### ジャーナリスト・実業家
著述活動をはじめ、明治10年（1877年）に自費出版で『日本開化小史』を刊行開始。翌明治11年（1878年）には『自由交易日本経済論』を出版。同年には沼間守一らの嚶鳴社設立に島田とともに発起人として参加し、演説活動も行っている。
翌明治12年（1879年）に大蔵省を辞職し、翻訳業を手がけつつ新聞への投書や著述活動を行い、同年にはイギリスの『エコノミスト』誌を範とした『東京経済雑誌』を創刊し、自由主義の立場での論陣を張った。明治13年（1880年）には東京府会議員となり、憲法制定や、条約改正などの政治問題に関しても発言。自由党機関紙『自由新聞』の客員も務める。
実業家としては、東京府知事・高崎五六から提案された府の士族授産金処理事業としての南洋交易を引き受け、明治23年（1890年）に南島商会を組織し、貿易船天祐丸で南洋渡航を行う。東京株式取引所、鉄道経営においては明治20年（1887年）に両毛鉄道社長、21年に小田原電気鉄道（現在の箱根登山鉄道）取締役などを務める。
明治13年（1880年）12月から明治23年〈（1890年）7月まで）からまでの東京府会議員を経て、明治23年（1890年）には府会副議長となる。
明治27年（1894年）には尾崎三良らと帝国財政革新会を結成し、この年には衆議院議員に当選する。以後、明治27年（1894年）10月から明治38年（1905年）2月まで衆院議員を務めた。
明治29年（1896年）には進歩党を結成、明治30年（1897年）には島田三郎らと財政整理期成同盟会を組織する。明治31年（1898年）、憲政党創設委員に参加。
明治32年（1899年）、法学博士を授与される。
明治33年（1900年）、義和団の乱に際して視察を行う。
晩年『国史大系』、『群書類従』の編纂に道筋をつけた。ほとんど独力で行われたこれらの編纂・出版事業を評して鳥谷部春汀は「利益のみを目的としては決して企てることができない、文壇への慈善事業である」と賞賛している。
明治38年（1905年）、慢性腎炎のため死去。墓所は谷中霊園。
大正4年（1915年）、従四位を追贈された。

## 家族
- 母の田口町子は佐藤一斎の孫。一斎の長男・慎左衛門と田口可都の娘。
- 父の田口樫郎（旧姓西山）は町子の2番目の夫。幕府御家人。
- 異父姉に木村鐙子。町子と前夫・井上耕三との娘。夫の木村熊二は曽祖父・佐藤一斎の弟子。夫の兄に桜井勉。
- 先妻の千代は山岡義方・ゑい子の長女。長男・文太を儲けるも夭折。[10]
- 後妻の鶴は前妻千代の妹（山岡義方三女）で、武二郎と泖三郎を儲ける。[10]
- 長男の田口文太（1878.2.24～1972.9.3）は一高、東京帝国大学医科大学薬学科卒業後、陸軍二等薬剤官として東京第一衛戍病院に勤務、軍命(陸軍省医務局長医学博士森林太郎)により東京帝大大学院に進み、軍務に戻ったのち、薬剤総監・陸軍薬剤中将になった[11]。旧制静岡女子薬学専門学校初代校長に就任したが公職追放で辞職。妻の育は岡見清致の姪で、いとこに松浦栄がいる。文太・育の娘の淑子は嘉治隆一の弟の嘉治真三（東京大学社会科学研究所教授）に嫁いだ[10]。嘉治隆一の岳父の上田敏は卯吉の恩師・乙骨太郎乙の甥であり、隆一の娘は文太の上役だった森林太郎の孫の小堀鴎一郎と結婚した[10]。
- 次男の田口武二郎（1888〜1982）は東京帝大法科卒業後、浦賀船渠に勤務。のち「日本小型鉄道倶楽部」を発会し初代会長。鉄道模型界の草分け。[12][13]
- 三男の田口泖三郎（1903－1971）は音響工学者。東京帝大卒業後、理化学研究所に入り、「トーキーフィルムによる日本語の音素研究」で学士院賞受賞、のち田口心理物理学研究所を設立[14]。日本大学芸術学部教授、京都外国語短期大学学長も務めた。
- 大蔵大臣を務めた河田烈、教育者の山川黙は、卯吉の妻たちの姉妹である里起（りき。山岡義方二女）とその夫・河田烋(東京市助役、1856-1911)の子である[10]。河田烋の母方の祖父は卯吉の曽祖父でもある佐藤一斎[10]。
- 妻たちの弟の山岡熊二(1871-1940)は卯吉を助けて「東京経済雑誌」の編纂に従事したのち、東海銀行を経て横浜正金銀行員となった[15]。

## 田口家住宅
東京都文京区西片の「田口家住宅」は、明治18年（1885年）に田口卯吉が建設して以降、長男・田口文太、文太の長男・田口親、親の甥・嘉治憲夫と代々引き継がれて居住した。西片は町全域がもともと福山藩主・阿部家の中屋敷跡で、維新後住宅地として開発され、田口家の土地は、明治5年に明治政府地理局長・桜井勉が約1000坪を阿部家から借用し、明治15年に桜井の弟で卯吉の義兄木村熊二が受け継いで敷地の半分に西洋館を建て（明治40年に撤去）、明治18年に卯吉がその向かい側に西洋館を建設した。上田敏、乙骨三郎、近藤朔風（全員卯吉の親戚）も一時寄寓していた。平成22年（2010年）に国の登録有形文化財となった(現状については現在の所有者による論考に詳しい)。

## 著作
- 『自由貿易日本経済論』
- 『日本経済論』 改造文庫で再刊
- 『日本開化小史』 岩波文庫、講談社学術文庫で再刊
- 『日本開化之性質』
- 『日本之意匠及情交』
- 『支那開化小史』[20]
- 『楽天論』
- 『大日本人名辞書』
- 『日本社会事彙』全4巻、国書刊行会で復刻

## 著作文献
- 『鼎軒田口卯吉全集』（全8巻）中央公論社（昭和二年乃至三年、1927-1928年）。復刻・吉川弘文館、1990年（平成2年）

第一巻 史論及史傳(黒板勝美編輯)、第二巻 文明史及社會論(福田徳三編輯)
第三巻 經濟(上) 理論及理論鬪爭-所収自由交易日本経済論及経済策及続経済策(河上肇編輯)
第四巻 經濟(下) 事實と政策(櫛田民蔵編輯)
第五巻 政治(吉野作蔵編輯)、第六巻 財政(大內兵衞編輯)
第七巻 金融(大内編)、第八巻 隨筆及感想(長谷川萬次郎編輯)
- 『明治文学全集14 田口鼎軒集』 筑摩書房、1977年 - 大久保利謙解題、年譜文献・田口親

### 伝記研究
- 田口親『田口卯吉』（吉川弘文館〈人物叢書〉、2000年　ISBN　9784642052191、オンデマンド版 ISBN　9784642752190）- 著者は卯吉の孫（文太の子）で早稲田大学図書館司書。
- 松野尾裕『田口卯吉と経済学協会 啓蒙時代の経済学』（日本経済評論社、1996年）
- 『田口卯吉と東京経済雑誌』（杉原四郎・岡田和喜編 日本経済評論社、1995年）
- 嘉治隆一『明治以後の五大記者 兆民・鼎軒・雪嶺・如是閑・竹虎』（朝日新聞社、1973年）
  - 『三代言論人集 第5巻 田口卯吉』（時事通信社、1963年）